# Andover, Connecticut
Andover, kommun (town) i Tolland County, i delstaten Connecticut, USA med 3 036 invånare (2000). Den har enligt United States Census Bureau en area på 40,7 km².